# Jacint Rifà Anglada
Jacint Rifà Anglada (Manlleu 1879- Barcelona 1938) conegut com a Cintet, fou un fotògraf català.
Provinent d'una família d'industrials del segle XX, es traslladà al carrer del Bruc de l'eixample de Barcelona degut al context de severa conflictivitat social del moment. Cintet era un home solter, amb diners i temps fet que, malgrat la professió hereva de la família, el portà a explorar l'àmbit cultural de la lectura, la pintura, els viatges i per descomptat, al de la fotografia. Morí l'any 1938, durant la guerra civil espanyola, però deixà el llegat de les seves fotografies que es conservaren a la casa del Serrat de Sant Pere de Torelló.
S'estima que hi ha 3.000 fotografies, plaques de vidre majoritàriament estereoscòpiques que foren preses entre l'any 1900 i l'any 1930. El 2016 el Museu del Ter acollí l'exposició "La fotografia de Cintet Rifà Anglada. Una mirada etnogràfica (1900-1930)". Gran part de les fotografies foren preses a la casa familiar del Serra, una estada habitual del fotògraf.

## Temàtiques
- Tècniques fotogràfiques i experimentació: Cintet rifà, als inicis del segle xx, després de l'arribada de la fotografia a les classese benestants inica una experimentació vers la fotografia emprant diferents càmeres i investigant-ne els processors.
- El món agrícola i rural: fotografia la primavera i l'estiu de l'agricultura, les dones a pàges deixant constància de la seva cabdal importància en el món de la masia i els pastors i el bestiar.